# Pseudodebis euptychidia
Pseudodebis euptychidia är en fjärilsart som beskrevs av Butler 1868. Pseudodebis euptychidia ingår i släktet Pseudodebis och familjen praktfjärilar. Inga underarter finns listade i Catalogue of Life.